# Ali and Nino
Ali and Nino è un film del 2016 diretto da Asif Kapadia, adattamento cinematografico di Christopher Hampton del romanzo omonimo del 1937 attribuito a Kurban Said, pseudonimo di Essad Bey, con la produzione esecutiva di Leyla Aliyeva. L'opera è considerata il romanzo nazionale dell'Azerbaigian.

## Trama
Ali Shirvanshir è un nobile musulmano di Baku, discendente da un'antica dinastia di Khan che per lungo tempo aveva regnato in Azerbaigian prima dell'invasione zarista. La sua innamorata, Nino Kipiani, è una bellissima principessa georgiana di religione cristiana ortodossa.
È il 1914 e una grande guerra è alle porte. L'Impero ottomano sta minacciando l'Impero russo, il quale, con il passare del tempo, continua a perdere territori.
Ali chiede alla famiglia Kipiani di poter sposare Nino, ma la ragazza viene rapita da un nobile che credeva suo amico, l'armeno Melik Nakahararyan. Ali, per salvare Nino, uccide Melik e resta gravemente ferito. Per fuggire alla sete di vendetta dei Nakahararyan e superare la convalescenza, Alì è costretto a rifugiarsi nelle montagne del Daghestan, dove in seguito viene raggiunto da Nino. In questo luogo, Ali e Nino possono finalmente celebrare il loro matrimonio e trascorrere momenti di grande felicità, vivendo da comuni pastori. Nel frattempo, i Russi perdono la guerra e l'Azerbaigian ritorna a vivere il sogno di indipendenza. Ali e Nino fanno dunque ritorno a Baku ma la città è ancora sotto assedio. Mentre Ali resta a combattere contro gli ultimi miliziani russi, Nino fugge a Teheran, in Persia, insieme al padre di Ali. Al termine della battaglia, che passerà alla storia come Giorni di Marzo, Ali si ricongiunge a Nino.
Nel palazzo di Teheran, Nino partorisce una splendida bambina, ma nonostante la gioia della maternità, Nino non riesce ad adattarsi alle usanze islamiche del luogo. I due coniugi si trasferiscono quindi a Baku, dove Ali viene promosso ministro degli esteri della nuova Repubblica Democratica dell'Azerbaigian.
Sei mesi dopo, nell'aprile del 1920, i nemici russi guidati da Lenin invadono di nuovo il paese per impossessarsi del petrolio di Baku, costringendo l'intera città a combattere per la propria libertà. Ali, dopo avere messo in salvo moglie e figlia, si lancia in un ultimo disperato attacco contro gli invasori e muore infine in battaglia al fianco del suo amico di infanzia Ilyas. L'Azerbaigian perde la sua indipendenza e viene annesso all'Unione Sovietica. Nino, con la sua bambina e i genitori, si trasferisce definitivamente a Parigi.

## Produzione
Il film è stato girato nel 2015, da febbraio a giugno. Le riprese si sono svolte in diversi punti dell'Azerbaigian (a Baku, nella riserva di Qobustan, a Khinalug e nel distretto di Gədəbəy), per poi proseguire in alcune zone della Turchia (a Istanbul e nella regione del Bosforo). Leyla Aliyeva, figlia primogenita del Presidente dell'Azerbaigian Ilham Aliyev e vicepresidente della Fondazione Heydar Aliyev, è la produttrice esecutiva.

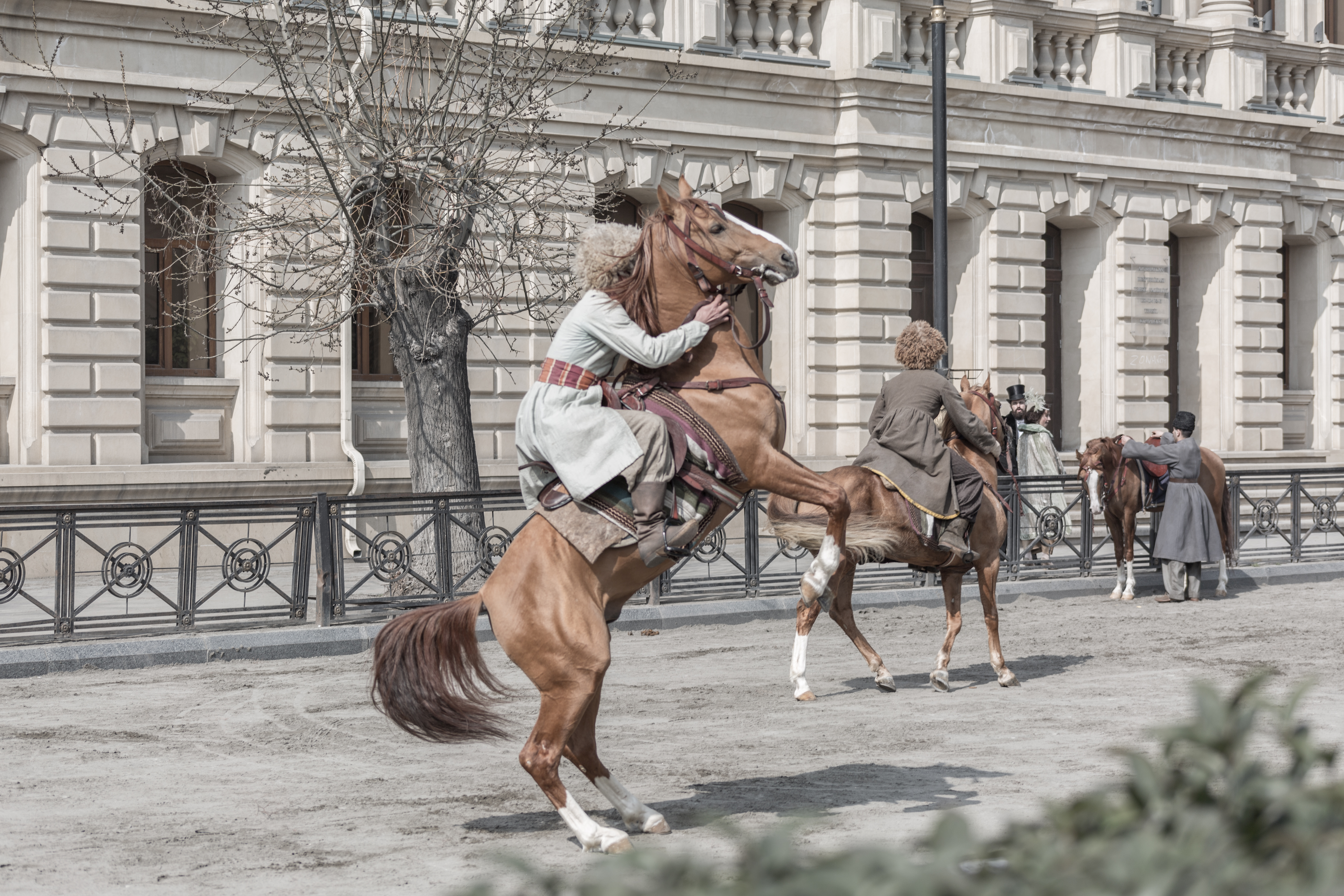
Set del film a Baku
Istiglaliyyat Street
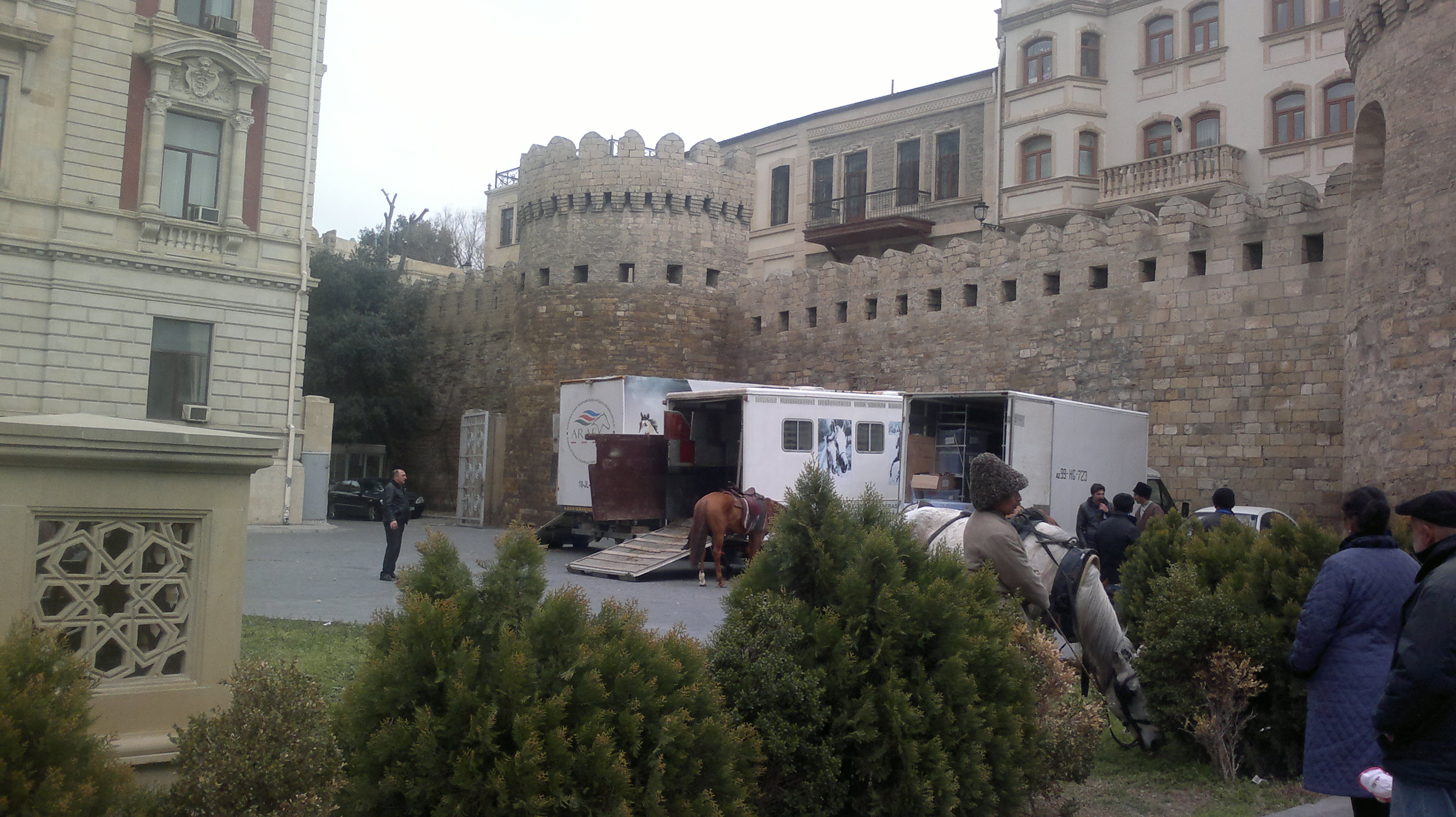
Le mura della Fortezza

## Distribuzione
Il film fu presentato in anteprima mondiale al Sundance Film Festival 2016, dove partecipò alla competizione ufficiale. A partire dal mese di ottobre, fu distribuito nelle sale cinematografiche azere e georgiane. Successivamente uscì negli Stati Uniti d'America in distribuzione limitata. Nel 2017 fu distribuito in alcuni Paesi europei, ma non in Italia. Negli Stati Uniti, uscì in DVD e Blu-ray il 21 marzo 2017.
In Italia, ha inaugurato la prima edizione del Festival del cinema azero, che si svolse nel giugno 2017 presso la Casa del Cinema di Roma. A Genova, fu proiettato al palazzo della Meridiana alla presenza dell'ambasciata della Repubblica dell'Azerbaigian e del consolato onorario. Il film continua ad essere proiettato in contesti universitari e istituzionali, come strumento didattico per l'apprendimento della storia e della cultura azera.

## Accoglienza
Quando uscì, il film fu mediamente poco apprezzato dalla critica cinematografica del mondo, che avrebbe preferito una maggiore attenzione ai contrasti sociali piuttosto che alla storia d'amore fra i protagonisti, da molti ritenuta poco emozionante perché poco combattuta. La scelta registica di raccontare con positività il legame che lega Ali e Nino celebrando il multiculturalismo storico dell'Azerbaigian non convinse i recensori. La fotografia e le locations furono al contrario molto lodate.
L'accoglienza del pubblico fu più positiva, soprattutto nei paesi caucasici, dove si ritenne che il film fosse fedele al romanzo. In Azerbaijan, il pubblico rimase mediamente deluso dall'accoglienza estera e alcuni lamentarono lo scarso interesse dei critici nei confronti della storia del proprio paese. A distanza di tempo, il film è diventato uno strumento didattico allo studio della storia azera e ha acquistato critiche positive in contesti universitari e istituzionali.